# 日蓮正宗寺院一覧
日蓮正宗寺院一覧（）は、日蓮正宗の寺院教会の一覧。
- 日本国以外に所在する日蓮正宗寺院については日本国外にある日蓮正宗寺院一覧を参照。
- 正信会住職が宗務当局から処分を受けた寺院、 日蓮正宗から離脱した寺院（単立化、他宗派への移籍）などで、本来の日蓮正宗としての化儀に基づく各種儀式・法要などが執行されていない寺院は「かつて日蓮正宗に属していた寺院一覧」を参照。
- 「※」および「※触頭」は、触頭長応寺『日蓮法華宗勝劣派本末寺名帳』其二(明治三年)において大石寺末として記載されていた諸寺院を示す[1]。

## 特別布教区

### 総本山大石寺
| 大坊       |        |        |        |        |        |
| 中央塔中   | 浄蓮坊 | 理境坊 | 久成坊 | 百貫坊 | 蓮東坊 |
| 中央塔中   | 寂日坊 | 本住坊 | 観行坊 | 本境坊 | 蓮成坊 |
| 中央塔中   | 了性坊 | 南之坊 |        |        |        |
| 西塔中     | 妙泉坊 | 妙住坊 | 遠寿坊 |        |        |
| 東塔中     | 妙遠坊 | 報恩坊 | 遠信坊 | 東之坊 | 本種坊 |
| 東塔中     | 石之坊 | 雪山坊 |        |        |        |
| 広布の広場 | 総一坊 | 総二坊 | 広布坊 | 常来坊 | 常灯坊 |
| その他坊舎 | 妙護坊 | 法護坊 | 常楽坊 |        |        |

## 北海道大布教区

### 北海道第一布教区
- 日正寺（札幌市北区）
- 大慈院（札幌市清田区）
- 直唱寺（札幌市厚別区）
- 聞佛寺（札幌市手稲区）
- 仏見寺（札幌市中央区）
- 正法寺（函館市）
- 興正寺（檜山郡江差町）
- 知法寺（虻田郡倶知安町）
- 久昌寺（余市郡余市町）
- 妙照寺（小樽市）
- 本久寺（山越郡長万部町）
- 深妙寺（室蘭市）
- 法弘寺（伊達市）
- 仏宝寺（苫小牧市）
- 護念寺（日高郡新ひだか町）
- 興教寺（北広島市）
- 成妙寺（石狩市）
- 法涌寺（千歳市）
- 正隆寺（江別市）
- 知道寺（岩見沢市）
- 信隆院（夕張市）

### 北海道第二布教区
- 宝龍寺（深川市）
- 志願寺（芦別市）正信会から返還。
- 妙峰寺（富良野市）
- 開道寺（留萌市）
- 大法寺（旭川市）
- 法宣寺（上川郡愛別町）
- 安立寺（士別市）
- 法清院（稚内市）
- 実明寺（稚内市）正信会から返還。

### 北海道第三布教区
- 法廣寺（帯広市）
- 長円寺（中川郡池田町）
- 興徳寺（釧路市）正信会から返還。
- 法珠寺（釧路市）
- 法海寺（根室市）
- 法眼院（北見市）
- 得成寺（網走市）
- 妙立寺（紋別市）

## 東北大布教区

### 青森布教区（青森県）
- 専妙寺（青森市）
- 玄中寺（八戸市）※
- 速成寺（三沢市）
- 行妙寺（十和田市）
- 法浄寺（むつ市）
- 具道寺（黒石市）
- 法典院（弘前市）
- 東大宣寺（弘前市）
- 東漸寺（五所川原市）

### 岩手布教区（岩手県）
- 感恩寺（盛岡市）※
- 得道寺（盛岡市）
- 専正寺（一関市）
- 本寿寺（大船渡市）
- 宝器寺（奥州市）
- 法王寺（花巻市）
- 常説寺（釜石市）
- 妙応院（宮古市）
- 真浄寺（宮古市）正信会から返還。
- 安穏寺（二戸市）
- 東光寺（久慈市）
- 楽説寺（花巻市）正信会から返還。

### 秋田布教区（秋田県）
- 能信寺（男鹿市）
- 妙華寺（秋田市）
- 本要寺（湯沢市）
- 勝法寺（横手市）
- 寿泉寺（大仙市）正信会から返還。
- 法説寺（大仙市）
- 大徳寺（由利本荘市）
- 正境寺（能代市）
- 法種院（大館市）
- 多宝寺（能代市）正信会から返還。

### 山形布教区（山形県）
- 正命寺（山形市）
- 真覚寺（寒河江市）
- 法益寺（米沢市）
- 信妙寺（長井市）
- 能成寺（天童市）
- 実説寺（新庄市）
- 法樹院（鶴岡市）
- 能修寺（鶴岡市）正信会から返還。
- 法輪寺（酒田市）

### 宮城布教区（宮城県）
- 日浄寺（仙台市青葉区）
- 妙遍寺（仙台市泉区）
- 善修寺（仙台市宮城野区）
- 仏眼寺（仙台市若林区）
- 広安寺（名取市）
- 徳妙寺（塩竈市）
- 大聖寺（石巻市）
- 上行寺（登米市）※ 触頭
- 本源寺（登米市）※ 正信会から返還。
- 妙圓寺（栗原市）※
- 妙教寺（栗原市）※
- 福量寺（気仙沼市）
- 信正寺（柴田郡大河原町）
- 一乗寺（大崎市）

### 福島布教区（福島県）
- 広布寺（福島市）
- 本法寺（西白河郡中島村）※
- 広宣寺（須賀川市）
- 満願寺（須賀川市）※
- 願成寺（須賀川市）※ 正信会から返還。
- 寿海寺（郡山市）
- 法華寺（田村郡三春町）※
- 実成寺（会津若松市）
- 万宝寺（喜多方市）
- 妙福寺（河沼郡会津坂下町）
- 大華寺（いわき市）
- 法船寺（いわき市）
- 妙法寺（いわき市）※
- 正徳寺（南相馬市）

## 関東大布教区

### 栃木布教区（栃木県）
- 誠諦寺（宇都宮市）
- 仏行寺（那須烏山市）
- 顕照寺（日光市）
- 真徳寺（真岡市）
- 仏城寺（鹿沼市）
- 教徳寺（小山市）
- 楽大寺（足利市）
- 真修寺（佐野市）
- 信行寺（栃木市）※
- 蓮行寺（下野市）※
- 覚徳寺（那須塩原市）
- 甚遠寺（日光市）正信会より占有権回復。

### 群馬布教区（群馬県）
- 勝妙寺（高崎市）
- 常行寺（伊勢崎市）
- 善成寺（北群馬郡榛東村）
- 覚王寺（前橋市）
- 本応寺（前橋市）※
- 正見寺（太田市）
- 高林寺（太田市）
- 正林寺（館林市）
- 最勝寺（藤岡市）
- 無量寺（桐生市）
- 浄法寺（渋川市）
- 浄蓮寺（沼田市）
- 法勤寺（安中市）

### 茨城布教区（茨城県）
- 本妙寺（土浦市）
- 本證寺（つくば市）※
- 法悦院（取手市）
- 冨久成寺（古河市）※
- 慈法寺（猿島郡境町）
- 法高寺（筑西市）
- 興源寺（笠間市）
- 恵妙寺（水戸市）
- 正善寺（ひたちなか市）
- 法正寺（鹿嶋市）
- 照境寺（石岡市）
- 光顕寺（日立市）
- 行道寺（常陸大宮市）

### 埼玉布教区（埼玉県）
- 法勝寺（さいたま市大宮区）
- 正因寺（さいたま市大宮区）
- 常生寺 （さいたま市南区）
- 得法寺（川口市）
- 宣行寺（草加市）
- 妙乗寺（三郷市）
- 能持寺（越谷市）
- 正興寺（春日部市）
- 妙本寺（南埼玉郡宮代町）※
- 真教寺（加須市）
- 本種寺（川越市）
- 啓信寺（鶴ヶ島市）
- 日成寺（朝霞市）
- 開徳寺（東松山市）
- 能安寺（所沢市）
- 仏説寺（熊谷市）
- 華光寺（上尾市）
- 本泰寺（本庄市）
- 法生寺（大里郡寄居町）

### 東京第一布教区
- 妙證寺（北区）
- 本修寺（足立区）
- 妙縁寺（墨田区）※
- 本行寺（墨田区）
- 常泉寺（墨田区）※
- 大護寺（江戸川区）
- 白蓮院（江戸川区）1982年（昭和57年）より2002年（平成14年）の間は正信会の支配下にあった。
- 妙因寺（江東区）
- 法道院（豊島区）
- 常在寺（豊島区）※
- 妙國寺（板橋区）
- 華王寺（練馬区）

### 東京第二布教区
- 妙安寺（大島町）
- 無上寺（八丈町）
- 妙光寺（品川区）
- 宝浄寺（大田区）
- 妙真寺（目黒区）1980年（昭和55年）より2010年（平成22年）の間は正信会の支配下にあった。
- 宣徳寺（世田谷区）
- 善福寺（世田谷区）正信会から返還。
- 大願寺（新宿区）
- 昭倫寺（杉並区）
- 仏乗寺（杉並区）
- 大修寺（府中市）
- 妙観院（府中市）
- 大宣寺（国分寺市）
- 広説寺（小平市）
- 法忍寺（八王子市）
- 広妙寺（八王子市）
- 常修寺事務所（八王子市）
- 妙声寺（町田市）
- 慈本寺（青梅市）
- 仏寿寺（狛江市）

### 千葉布教区（千葉県）
- 妙聡寺（千葉市中央区）
- 清涼寺（千葉市花見川区）
- 真光寺（千葉市若葉区）※
- 恵光寺
- 一月寺（松戸市）
- 妙広寺（松戸市）
- 啓正寺（我孫子市）
- 弾正寺（市川市）
- 鎌谷寺（鎌ケ谷市）
- 蓮清寺（船橋市）
- 正願寺（八千代市）
- 法道寺（野田市）
- 長久寺（浦安市）
- 浄徳寺（浦安市）正信会から返還。
- 本城寺（東金市）※
- 智妙寺（成田市）
- 法経院（香取市）
- 涌化寺（香取市）正信会から返還。
- 法常寺（銚子市）
- 仏心寺（木更津市）
- 自得院（館山市）
- 本乗寺（富津市）興門八本山保田妙本寺の旧末寺。1957年、妙本寺とともに日蓮正宗に合流、現在にいたる。
- 遠霑寺（大網白里市）細草檀林跡地に再建。
- 法清寺（長生郡一宮町）
- 本顕寺（君津市）旧本山の保田妙本寺とともに日蓮正宗に合流。昭和57年9月16日から平成31年1月23日は正信会。平成31年1月24日正信会から返還、令和元年7月25日宗教活動再開。

### 神奈川布教区（神奈川県）
- 持経寺（川崎市中原区）
- 応顕寺（横浜市神奈川区）
- 法運寺（横浜市緑区）
- 妙寿寺（横浜市鶴見区）
- 久遠寺（横浜市南区）
- 大歓寺（横浜市旭区）
- 宣法寺（横浜市戸塚区）
- 妙苑寺（相模原市緑区）
- 正継寺（相模原市緑区）
- 法照寺（横須賀市）
- 大円寺（大和市）
- 平正寺（厚木市）
- 護国寺（鎌倉市）
- 蓮久寺（小田原市）
- 寿照寺（藤沢市）
- 大経寺（平塚市）
- 小田原教会弘道院（小田原市）正信会から返還。

### 甲信布教区（長野県・山梨県）

#### 山梨県
- 正光寺（甲府市）
- 白蓮寺（南巨摩郡富士川町）
- 覚宝寺（大月市）
- 大教寺（山梨市）
- 蓮永寺（北杜市）
- 有明寺（身延町）※

#### 長野県
- 妙相寺（長野市）
- 実境寺（長野市）
- 開法寺（中野市）
- 法修寺（上田市）
- 妙照寺（北佐久郡軽井沢町）
- 本立寺（松本市）
- 威徳寺（諏訪郡下諏訪町）
- 恵光寺（飯田市）
- 常楽寺（大町市）
- 信盛寺（伊那市）

### 新潟布教区（新潟県）
- 法秀寺（長岡市）
- 専光寺（上越市）
- 一道寺（柏崎市）
- 教光寺（十日町市）
- 聞正寺（新潟市東区）
- 正覚寺（新潟市西区）
- 正安寺（新潟市秋葉区）
- 妙護寺（佐渡市）
- 信善寺（三条市）
- 実行寺（新発田市）

## 中部大布教区

### 静岡北布教区 （大石寺及び塔中を除く静岡県富士宮市）
- 法明寺（富士宮市）
- 妙泉寺（富士宮市）重須本門寺の旧末寺。1956年（昭和36年）日蓮宗を離脱し日蓮正宗に合流。
- 忠正寺（富士宮市）下条妙蓮寺の末寺。1960年（昭和35年）日蓮宗を離脱し日蓮正宗に合流。
- 要行寺（富士宮市）※ 1900年（明治33年）大石寺とともに本門宗を離脱し、日蓮宗富士派の設立に参加。
- 寿命寺（富士宮市）1900年（明治33年）大石寺とともに本門宗を離脱し、日蓮宗富士派の設立に参加。
- 下条妙蓮寺（富士宮市）興門八本山の一。三派合同との合同を経て、1950年（昭和25年）末寺 7ヶ寺とともに日蓮宗を離脱し日蓮正宗に合流。
- 蓮一坊（富士宮市）本山妙蓮寺塔中。
- 蓮二坊（富士宮市）本山妙蓮寺塔中。
- 蓮三坊（富士宮市）本山妙蓮寺塔中。
- 蓮四坊（富士宮市）本山妙蓮寺塔中。
- 本妙坊（富士宮市）本山妙蓮寺塔中。1950年（昭和25年）日蓮宗を離脱し日蓮正宗に合流。
- 心教坊（富士宮市）本山妙蓮寺塔中。1950年（昭和25年）日蓮宗を離脱し日蓮正宗に合流。
- 蓮光坊（富士宮市）本山妙蓮寺塔中。1950年（昭和25年）日蓮宗を離脱し日蓮正宗に合流。
- 法善寺（富士宮市）下条妙蓮寺の末寺。1950年（昭和25年）日蓮宗を離脱し日蓮正宗に合流。
- 下之坊（富士宮市）※
- 蓮成寺（富士宮市）※ 1900年（明治33年）大石寺とともに本門宗を離脱し、日蓮宗富士派の設立に参加。
- 蓮光寺（富士宮市）下条妙蓮寺の末寺。1950年（昭和25年）日蓮宗を離脱し日蓮正宗に合流。

### 静岡東布教区 （静岡北布教区を除く静岡県のうち富士市以東）
- 本廣寺（沼津市)※ 1900年（明治33年）大石寺とともに本門宗を離脱し、日蓮宗富士派の設立に参加。
- 蓮興寺（沼津市）※ 1900年（明治33年）大石寺とともに本門宗を離脱し、日蓮宗富士派の設立に参加。
- 本円寺（伊豆の国市）
- 慈光寺（伊豆市）
- 養源寺（御殿場市）
- 持妙寺（御殿場市）正信会から返還。
- 蓮徳寺（下田市）
- 龍眼寺（伊東市）
- 龍泉寺（富士市）
- 正光寺（富士市） 1900年（明治33年）大石寺とともに本門宗を離脱し、日蓮宗富士派の設立に参加。
- 法円寺（下田市）2020年（令和2年）正信会から返還。

### 静岡西布教区（静岡北布教区を除く静岡県のうち静岡市以西）
- 順妙寺（静岡市葵区）
- 妙盛寺（静岡市清水区）1900年（明治33年）大石寺とともに本門宗を離脱し、日蓮宗富士派の設立に参加。
- 法音院（焼津市）
- 正説寺（浜松市中央区）
- 妙重寺（浜松市浜名区）
- 寿量寺（浜松市中央区）
- 遠信寺（掛川市）正信会から返還。
- 宣正寺（磐田市）

### 北陸布教区（石川県・富山県）

#### 富山県
- 妙顕寺（富山市）
- 善済寺（高岡市）
- 福徳寺（魚津市）
- 本徳寺（南砺市）

#### 石川県
- 妙喜寺（金沢市）1900年（明治33年）大石寺とともに本門宗を離脱し、日蓮宗富士派の設立に参加。
- 大興寺（金沢市）
- 唯成寺（小松市）
- 最教寺（白山市）
- 是生寺（七尾市）
- 浄源寺（鳳珠郡穴水町）

### 愛知東布教区（愛知県三河地方）
- 勧持院（豊橋市）
- 泰福寺（豊川市）
- 仏土寺（岡崎市）
- 開源寺（西尾市）
- 教明寺（刈谷市）
- 正啓寺（知多郡阿久比町）
- 久修寺（豊田市）
- 法布院（東海市）

### 愛知西布教区（愛知県尾張地方）
- 妙道寺事務所（名古屋市西区）
- 妙通寺（名古屋市中村区）
- 本覚寺（名古屋市港区）
- 玉泉寺（名古屋市南区）
- 本長寺（名古屋市天白区）
- 興道寺（岩倉市）1879年、日蓮宗興門派（のちの本門宗）寺院として建立。 1900年（明治33年）大石寺とともに本門宗を離脱し、日蓮宗富士派の設立に参加。
- 妙典寺（犬山市）
- 普宣寺（小牧市）
- 安明寺（春日井市）
- 法遍寺（尾張旭市）
- 法来寺（一宮市）
- 浄顕寺（津島市）

### 三重布教区 （三重県）
- 普見寺（四日市市）
- 妙徳寺（四日市市）正信会から返還。
- 光徳寺（鈴鹿市）正信会から返還。
- 顕要寺（桑名市）
- 仏境寺（鈴鹿市）
- 本慧寺（津市）
- 仏徳寺（津市）
- 浄修寺（松阪市）
- 法顕寺（伊勢市）
- 蓮昌院（尾鷲市）
- 正福寺（松阪市）正信会から返還。

### 岐阜布教区（岐阜県）
- 久成寺（岐阜市）
- 長昌寺（岐阜市）
- 本玄寺（美濃市）※ 阿波国名東郡富田浦より移転。
- 経説寺（大垣市）
- 慧日寺（美濃加茂市）
- 経行寺（高山市）
- 開顕寺（多治見市）
- 本栄寺（各務原市）
- 聖徳寺（土岐市）正信会より返還。
- 得浄寺（恵那市）

## 関西大布教区

### 北近畿布教区（滋賀県・福井県）

#### 福井県
- 本縁寺（福井市）
- 法妙寺（大野市）
- 若法寺（敦賀市）
- 法源寺（越前市）

#### 滋賀県
- 法乗寺（大津市）
- 本地寺（彦根市）
- 慧照寺（近江八幡市）
- 啓道寺（草津市）
- 仏世寺（大津市）正信会より返還。

### 京都布教区（京都府）
- 妙清寺（京都市北区）
- 住本寺（京都市東山区)1895年（明治28年）日蓮宗興門派（本門宗）の出張所として建立。1900年、大石寺とともに本門宗を離脱し、日蓮正宗の設立に参加。なお1981年（昭和56年）より2010年（平成22年）の間は正信会の支配下にあった。
- 宣照寺（京都市伏見区）
- 平安寺（京都市右京区）
- 顕妙寺（福知山市）
- 本感寺（亀岡市）
- 真妙寺（船井郡京丹波町）
- 実度寺（舞鶴市）
- 法護寺（舞鶴市）
- 妙泰寺（京丹後市）

### 大阪北布教区（大阪府大阪市北中部(17区)と東大阪市以北）
- 妙栄寺（大阪市淀川区）
- 蓮華寺（大阪市淀川区）1771年（明和8年）以来の大石寺の末寺で、日蓮宗富士派（日蓮正宗）の設立にも参加した大阪市北区の古刹仏性山蓮華寺が、1964年日蓮正宗派から離脱して日蓮実宗を組織。日蓮正宗は翌1965年（昭和40年）、同一の山号寺号の寺院を大阪市淀川区に建立。また1981年（昭和56年）より2006年（平成18年）の間は正信会の支配下にあった。
- 浄妙寺（大阪市都島区）
- 聖教寺（大阪市西区）
- 本教寺（豊中市）
- 本説寺（吹田市）
- 安住寺（茨木市）
- 妙恵寺（高槻市）
- 覚仁寺（守口市）
- 教信寺（門真市）
- 経王寺（枚方市）
- 真興寺（交野市）
- 調御寺（東大阪市）

### 大阪南布教区（大阪府大阪市南部(7区)と八尾市以南）
- 法住寺（大阪市東住吉区）
- 栄正寺（大阪市平野区）
- 妙輪寺（大阪市住吉区）
- 弘妙寺（松原市）
- 興妙寺（八尾市）
- 正円寺（柏原市）
- 善正寺（富田林市）
- 実法寺（堺市中区）
- 本伝寺（堺市堺区）※ 1494年（明応3年）保田妙本寺の日要の開基。1876年、日蓮宗興門派（本門宗）の設立に参加。1900年、大石寺とともに本門宗を離脱、日蓮宗富士派の設立に参加（1915年日蓮正宗に改称）。
- 澄明寺（高石市）
- 平等寺（岸和田市）
- 順行寺（泉南郡田尻町）
- 普妙寺（羽曳野市）正信会より返還。

### 南近畿布教区（奈良県・和歌山県）

#### 奈良県
- 寧楽寺（奈良市）
- 見仏寺（宇陀市）
- 仏覚寺（橿原市）
- 隆妙寺（大和高田市）
- 法雲寺（生駒郡平群町）
- 妙住寺（五條市）

#### 和歌山県
- 妙海寺（和歌山市）正信会から返還。
- 宝相寺（田辺市）
- 真福寺（新宮市）
- 福生寺（有田市）
- 覚法寺（紀の川市）

### 兵庫布教区（兵庫県）
- 法恩寺（神戸市兵庫区）
- 妙本寺（神戸市灘区）
1880年（明治13年）、大石寺により日蓮宗興門派（本門宗）寺院として建立。1900年、大石寺とともに本門宗を離脱、日蓮宗富士派の設立に参加（1915年日蓮正宗に改称）。
- 浄教寺（神戸市西区）
- 法栄寺（洲本市）
- 大妙寺（尼崎市）
- 堅持院（西宮市）正信会から返還
- 妙言寺（西宮市）
- 正蓮寺（西宮市）正信会から返還。
- 法祥寺（西宮市）
- 妙久寺（宝塚市）
- 成道寺（豊岡市）
- 妙永寺（豊岡市）
- 妙岳寺（三田市）
- 要道寺（朝来市）
- 仏恩寺（姫路市）
- 徳成寺（宍粟市）
- 感応寺（明石市）
- 浄福寺（加古川市）
- 宣要寺（小野市）
- 高妙寺（高砂市）
- 善本寺（相生市）

## 中国大布教区

### 北中国布教区（鳥取県・島根県）

#### 鳥取県
- 日香寺（鳥取市）1882年（明治15年）10月24日 - 日蓮宗興門派（本門宗）寺院として再興。1900年（明治33年）、大石寺とともに本門宗より離脱、日蓮宗富士派の発足に参加。
- 法真院（東伯郡湯梨浜町）
- 専修寺（米子市）
- 常福寺（西伯郡伯耆町）

#### 島根県
- 功徳寺（松江市）
- 蓮照寺（出雲市）
- 法久院（浜田市）
- 大善寺（益田市）

### 岡山布教区（岡山県）
- 啓運寺（岡山市南区）
- 妙霑寺（岡山市北区）
- 音教寺（備前市）
- 法命寺（玉野市）
- 究竟寺（津山市）
- 法龍寺（倉敷市）
- 宝清寺（倉敷市）
- 妙種寺（笠岡市）
- 園林寺（高梁市）
- 仏恵寺（笠岡市）[要出典]-1979年(昭和54年)1月23日建立。1984年(昭和59年)2月27日から-2019年(令和元年)11月19日までは正信会の支配下。 2019年(令和元年)11月20日に正信会から返還。

### 広島布教区（広島県）
- 正教寺（福山市）
- 善照寺（尾道市）
- 開妙寺（三原市）
- 得行寺（竹原市）
- 長妙寺（府中市）
- 善聴寺（三次市）
- 本浄寺（広島市安佐北区）
- 福王寺（広島市佐伯区）
- 興福寺（広島市東区）
- 妙修寺（呉市）正信会から返還。
- 円照寺（呉市）
- 順正寺（東広島市）

### 山口布教区（山口県）
- 弘法寺（岩国市）
- 大栄寺（柳井市）
- 妙頂寺（周南市）
- 覚正寺（防府市）
- 防府教会（防府市）
- 妙宝寺（下関市）
- 興本寺（下関市）
- 本因寺（山口市）
- 法蓮寺（宇部市）
- 普照寺（萩市）

## 四国大布教区

### 香川布教区（香川県）
- 玉林寺（高松市）
- 正伝寺（高松市）
- 龍王寺（小豆郡小豆島町）
- 妙行寺（丸亀市）1791年（寛政3年） - 讃岐本門寺により建立。1876年、日蓮宗興門派（本門宗）の発足に参加。1941年（昭和16年） - 本門宗寺院として三派合同に参加。 日蓮宗所属に。1946年（昭和21年）4月12日 - 本山の讃岐本門寺および他の末寺9カ寺とともに日蓮宗を離脱、日蓮正宗に合流。
- 妙法寺（善通寺市）
- 福成寺（仲多度郡琴平町） 1882年（明治15年） - 日蓮宗興門派（本門宗）寺院として再建。1941年（昭和16年） -本門宗寺院として三派合同に参加。 日蓮宗所属に。 1946年（昭和21年）本山讃岐本門寺および他の末寺9カ寺とともに日蓮宗を離脱、日蓮正宗に合流。
- 立正寺（三豊市）
- 上之坊（三豊市）讃岐本門寺の飛地塔中坊。1946年（昭和21年）本山讃岐本門寺および他の末寺9カ寺とともに日蓮宗を離脱、日蓮正宗に合流。
- 西山坊（三豊市）讃岐本門寺の飛地塔中坊。1946年（昭和21年）本山讃岐本門寺および他の末寺9カ寺とともに日蓮宗を離脱、日蓮正宗に合流。
- 宝光坊（三豊市）讃岐本門寺の飛地塔中坊。1946年（昭和21年）本山讃岐本門寺および他の末寺9カ寺とともに日蓮宗を離脱、日蓮正宗に合流。現在は墓地のみ。
- 城山教会（三豊市）
- 本山本門寺（三豊市）讃岐本門寺。北山本門寺旧末寺。本門宗より三派合同をへて1946年(昭和21年)に日蓮宗を離脱して日蓮正宗に合流。
- 中之坊（三豊市）讃岐本門寺の飛地塔中坊。1946年（昭和21年）本山讃岐本門寺および他の末寺9カ寺とともに日蓮宗を離脱、日蓮正宗に合流。
- 泉要坊（三豊市）讃岐本門寺の塔中坊。1946年（昭和21年）本山讃岐本門寺および他の末寺9カ寺とともに日蓮宗を離脱、日蓮正宗に合流。
- 法善坊（三豊市）讃岐本門寺の塔中坊。1946年（昭和21年）本山讃岐本門寺および他の末寺9カ寺とともに日蓮宗を離脱、日蓮正宗に合流。
- 正得院（三豊市）
- 城山寺（三豊市）
- 法林寺（東かがわ市）

### 愛媛布教区（愛媛県）
- 妙源寺（松山市）
- 応供寺（松山市）
- 法楽寺（新居浜市）
- 一心寺（西条市）
- 実正寺（今治市）
- 正顕院（大洲市）
- 明海寺（宇和島市）
- 実妙寺（四国中央市）
- 善覚寺（伊予市）

### 南四国布教区（高知県・徳島県）

#### 徳島県
- 敬台寺（徳島市）※ 触頭
- 妙眼寺（鳴門市）
- 成顕寺（小松島市）
- 正玄寺（阿南市）
- 皆妙寺（三好市）
- 広徳寺（美馬市）

#### 高知県
- 法厳寺（高知市）
- 大信寺（土佐市）
- 本因妙寺（土佐郡土佐町）
- 興善寺（安芸郡奈半利町）
- 延寿寺（南国市）
- 法信寺（安芸市）正信会から返還。
- 照栄寺（須崎市）
- 円妙寺（四万十市）
- 浄信寺（高知市）正信会から返還。

## 九州大布教区

### 福岡東布教区
- 妙境寺（北九州市門司区）
- 法貴寺（北九州市小倉南区）
- 法霑寺（北九州市八幡東区）
- 常照寺（北九州市若松区）
- 覚命寺（北九州市小倉北区）正信会から返還。
- 弘教寺（遠賀郡水巻町）
- 遍照寺（宗像市）
- 普遍寺（飯塚市）
- 徳蔵寺（直方市）
- 正妙寺（行橋市）正信会から返還。
- 要言寺（行橋市）
- 法縁寺（田川市）

### 福岡西布教区
- 立正寺（福岡市中央区）
- 妙流寺（福岡市博多区）
- 本佛寺（福岡市東区）
- 開信寺（福岡市西区）
- 教説寺（糟屋郡志免町）
- 宣明寺（春日市）
- 信法寺（筑紫野市）
- 妙興寺（太宰府市）
- 霑妙寺（久留米市）
- 諦聴寺（筑後市）
- 法恵寺（大牟田市）

### 西九州布教区（長崎県・佐賀県）

#### 佐賀県
- 蓮栄院（佐賀市）
- 覚源寺（鳥栖市）
- 深遠寺（武雄市）
- 了源院（唐津市）

#### 長崎県
- 法敬院（対馬市）
- 法成院（壱岐市）
- 本隆寺（長崎市）
- 正霑寺（長崎市）正信会から返還。
- 弘宣寺（長崎市）
- 法通院（五島市）
- 宣妙寺（諫早市）
- 法義寺（島原市）
- 聞法寺（大村市）
- 法光寺（佐世保市）
- 広大寺（松浦市）

### 熊本布教区（熊本県）
- 涌徳寺（熊本市東区）
- 真法寺（菊池市）
- 護命寺（天草市）
- 知広寺（玉名市）
- 法観寺（八代市）
- 正化寺（人吉市）正信会から返還。
- 正宣院（人吉市）
- 長照寺（阿蘇市）

### 大分布教区（大分県）
- 本土寺（大分市）
- 妙祥寺（大分市）
- 法泉寺（中津市）
- 蓮覚寺（宇佐市）
- 寿福寺（別府市）
- 善妙寺（臼杵市）
- 得妙寺（佐伯市）
- 法柱寺（日田市）
- 善法寺（日田市）正信会から返還。
- 妙益寺（竹田市）

### 宮崎布教区（宮崎県）
- 仏知寺（宮崎市）
- 専唱寺（宮崎市）正信会から返還。
- 寿正寺（宮崎市）
- 本源寺（宮崎市）
- 妙善院（延岡市）
- 日向本山定善寺（日向市）
- 本建寺（日向市）
- 本善寺（日向市）
- 妙長院（都城市）
- 実報寺（小林市）
- 善教寺（日南市）
- 本照寺（日南市）正信会から返還。
- 法蔵寺（東臼杵郡門川町）
- 本蓮寺（児湯郡新富町）

### 南九州布教区（鹿児島県・沖縄県）

#### 鹿児島県
- 西大宣寺（鹿児島市）
- 深教寺（西之表市）
- 海王寺（大島郡徳之島町）
- 正遍寺（鹿屋市）
- 立安寺（奄美市）
- 仏命寺（薩摩川内市）
- 蓮秀寺（伊佐市）
- 慈海寺（枕崎市）
- 浄願寺（阿久根市）
- 恵楽寺（霧島市）

#### 沖縄県
- 光明寺（那覇市）
- 妙隆寺（名護市）
- 仏法寺（宮古島市）
- 唱行寺（石垣市）